# Анвар Ибрахим
Анвар бин Ибрахим (Букит Мертајам, 10. август 1947), малезијски je политичар који је 10. и актуелни премијер Малезије од 2022. године. Члан Народне странке правде, председник странке je од 2018. године. Анвар је такође био министар финансија од свог премијерског мандата и посланик у парламенту за Тамбун од 2022. године, као и председник политичке коалиције Пакатан Харапан (PH) од 2020. године.
Дипломирао је на Универзитету у Малаји, Анвар је био председник Националне уније малезијских муслиманских студената, као и Малезијског исламског омладинског покрета Малезије пре него што се придружио UMNO-у, тада доминантној странци у дуго владајућој коалицији Barisan Nasional. Био је 7. заменик премијера од 1993. године, као и министар финансија од 1991. године, и био је истакнут у одговору Малезије на азијску финансијску кризу 1997. године. Године 1998, Анвара је премијер Махатир Мухамед сменио са свих функција, а он је наставио да предводи покрет Reformasi против владе. Био је затворен у априлу 1999. године под оптужбама за корупцију и содомију до пуштања на слободу 2004. године, након што је његова пресуда поништена. Вратио се као 12. лидер опозиције од 2008. до 2015. године. Ујединио је опозиционе странке у коалицију Pakatan Rakyat (ПР), која се безуспешно такмичила на општим изборима 2008. и 2013. године. Оспорио је резултате избора 2013. године и предводио протест као одговор.
Године 2014, Анвар је покушао да постане први министар Селангора у Кајанг потезу 2014. године, што је довело до деветомесечне политичке кризе, која се завршила када је осуђен на још пет година затвора након друге осуде за содомију 2015. године. Док је још био у затвору, Анвар се поново придружио Махатиру Мухамеду у новој коалицији Pakatan Harapan (PH) у одсуству, која је на крају победила на општим изборима 2018. године. Махатир је изложио план да Анвар преузме његово место премијера након неодређеног прелазног периода. Анвар је добио краљевско помиловање од Јанг ди-Пертуана Агонга Мухамеда V и пуштен је из затвора у мају 2018. године. Вратио се у парламент на допунским изборима у Порт Диксону 2018. године, док је његова супруга Ван Азиза Ван Исмаил обављала функцију заменика премијера у администрацији PH. Распад коалиције током малезијске политичке кризе 2020–2022. довео је до тога да је нова коалиција Perikatan Nasional (PN) под Мухидином Јасином положила заклетву, а Анвар је постао 16. лидер опозиције по други пут од 2020. до 2022. године.
Након што је предводио Pakatan Harapan да освоји већину места на општим изборима у Малезији 2022. године, Анвар је положио заклетву као десети премијер Малезије 24. новембра 2022. године. Дана 2. децембра 2022. године, Анвар је именовао разне чланове парламента из Pakatan Harapan, Gabungan Parti Sarawak (GPS) и UMNO да служе као министри у кабинету новоформиране владе јединства. Анвар је себе именовао за министра финансија. Током свог мандата, он и његова влада суочили су се са критикама због спровођења бројних конзервативних политика, као и због тога што смена није значила ослобађање садашњег заменика премијера Малезије Ахмада Захида Хамидија, који се суочио са оптужбама за корупцију. Штавише, бившем малезијском премијеру Наџибу Разаку је такође преполовљена затворска казна и смањена новчана казна током Анваровог мандата, што је изазвало даљу забринутост.
Анвар, кога називају либералним реформатором и интелектуалцем, залагао се за исламску демократију и изјавио је да се нада да ће Малезија постати пример демократске праксе у муслиманском свету. Он подржава исламски концепт Уме као оквира за демократију у муслиманским земљама и позива на независност судства, добро управљање и одбацивање ауторитаризма. Иако је у почетку подржавао политике позитивне акције за Малајце због забринутости због доминације малезијских Кинеза у предузећима као омладински активиста 1960-их, након изласка из затвора сматрао је Ketuanan Melayu великим проблемом и позвао на прелазак на „политике позитивне акције засноване на потреби уместо на раси“ и пружање владине подршке онима који живе у сиромаштву. Многи људи и научници су га описали као „уједињујућу фигуру“ за опозицију у Малезији током његовог затвора и суђења. Као премијер, наглашавао је спровођење мера као што је смањење субвенција за дизел због фискалне одговорности.

## Књиге
- Menangani Perubahan [Управљање променама], 1989.
- Gelombang Kebangkitan Asia [Азијска ренесанса], 1996.
- Keadilan Bagi Orang yang Bersolat [Правда за људе који се моле], 2022.

## Спољашне везе
- Званични блог
- Profile: Anwar Ibrahim
- Виктор Погадаев. Anwar Ibrahim – A Phoenix Rising From Ashes Архивирано на веб-сајту  (24. новембар 2022)